# Biljana Jovanović (Schriftstellerin)
Biljana Jovanović (serbisch-kyrillisch Биљана Јовановић; * 28. Januar 1953 in Belgrad; † 11. März 1996 in Ljubljana) war eine serbische Schriftstellerin, Bürgerrechtlerin und Friedensaktivistin.

## Leben
Jovanović studierte Philosophie an der Universität Belgrad. Seit Anfang der 1980er Jahre war sie in der Menschenrechtsbewegung in Jugoslawien aktiv. 1991–92 war sie Organisatorin und Teilnehmerin mehrerer großer Antikriegskampagnen und -demonstrationen und Mitbegründerin einer Untergrund-Universität. Sie veröffentlichte Gedichte, drei Romane, vier Theaterstücke und weitere Texte, in denen
sie meist ihre Zeit in der Opposition gegen die Regierung Slobodan Miloševićs reflektierte.

## Werke
Quelle: World Literature Today
Gedichte
- Čuvar (1977)

Romane
- Pada Avala (1978; engl.: Padala Is Falling[2])
- Psi i ostali (1980)
  - Dogs & Others. Translated by John K. Cox. London 2019. ISBN 978-1-912545-16-2
  - Hunde und Andere. Aus dem Serbischen von Marie Alpermann und Tijana Matijević. eta Verlag Berlin 2023. ISBN 978-3-949249-16-7
- Duša, jedinica moja (1984; engl.: Belgrade, 1941[3])

Schauspiele
- Ulrike Majnhof (1976)
- Leti u goru kao ptica (1982)
- Centralni zatvor (1990)
- Soba na Bosforu (1994)

## Hörspiel in Deutschland
- 1993: Mit den Co-Autorinnen Maruša Krese, Rada Iveković, Radmila Lazić und Duska Perisic-Osti: Der Wind geht gen Mittag und kommt herum zur Mitternacht. Briefe über die Zerstörung Jugoslawiens – Regie: Annette Jainski (Hörspielbearbeitung – SFB/SWF/BR)
  - Auszeichnung: Hörspiel des Monats Juli 1993

Siehe: ARD-Hörspieldatenbank